# Corde fixe

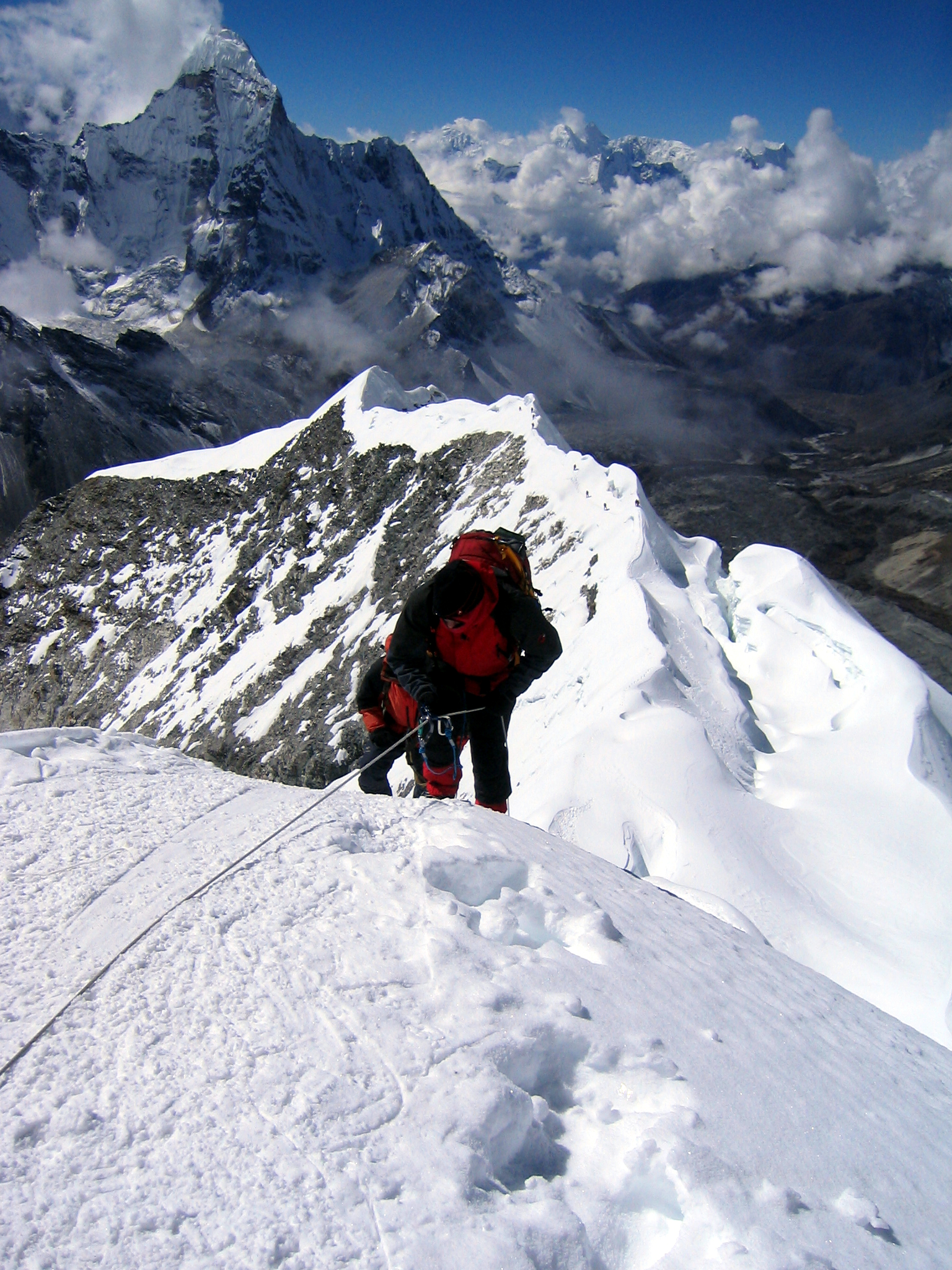
Alpinistes remontant sur une corde fixe lors de l'ascension du Imja Tse (6183 m) au Népal

Une corde fixe est une technique qui consiste en l'installation d'une corde pour sécuriser ou faciliter la progression dans un passage dangereux ou difficile. Cette technique est utilisée dans les activités périlleuses et utilisant des manipulations de corde comme le métier de cordiste ou les loisirs d'alpinisme, escalade et spéléologie.

## Technique

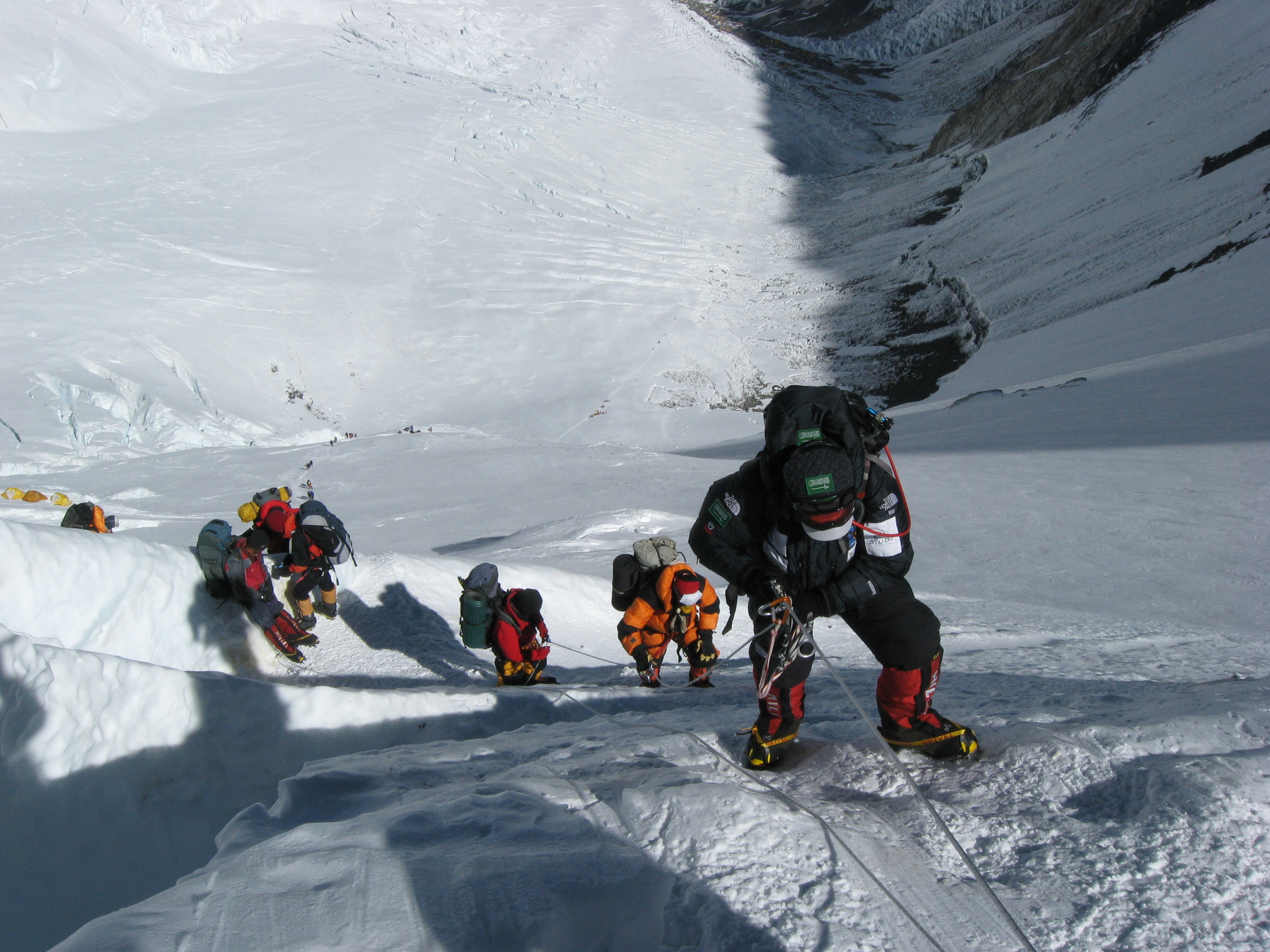
Les cordes fixes sont très utilisées sur le mont Everest comme ici lors d’une expédition saoudienne, plusieurs alpinistes pouvant l’utiliser en même temps.

Une corde fixe consiste à poser une corde à demeure, accrochée à deux points sûrs. Les personnes utilisent alors cette corde comme aide avec les mains ou en s'y accrochant avec un système technologique (poignée ou nœud jumar, longe). Cette technique s'avère efficace pour assurer des passages courts, comme au Cervin par exemple,.
Les cordes fixes permettent d'améliorer la sécurité lors de passages exposés ou d'augmenter la vitesse de progression dans les passages difficiles ou techniques,.
L'utilisation de corde fixe est l'un des éléments constitutifs du style himalayen,.
Concernant l'alpinisme, les cordes fixes sont utilisées de manière presque systématique en Himalaya,,. Posées par les sherpas, elles ont permis un développement important des expéditions commerciales sur les sommets de plus de 8 000 mètres d'altitude,.
Outre l'alpinisme, cette technique est utilisée en escalade (notamment en escalade artificielle ou en style capsule) et en spéléologie,. En escalade, elles permettent à des cordées de se lancer dans des voies sur plusieurs jours et de pouvoir dormir au niveau de relais sécurisés ou de vires plus confortables. Dans ce cas, les grimpeurs redescendent pour dormir et remontent au niveau de leur arrêt à l'aide de ces cordes le lendemain.

## Histoire
Dans les sports de montagne, l'utilisation de la technique de la corde fixe est attestée dès le XIXe siècle. Ainsi, Edward Whymper explique avoir mis au point un système de corde couplé à un grappin qui lui permettait de poser une corde fixe puis de récupérer l'ensemble durant ses ascensions en solitaire.
Le système des cordes fixes a connu son heure de gloire durant les années 1950 et 1960. En effet, cette période voit un important développement de l'escalade artificielle et des expéditions lourdes en Himalaya pour conquérir les sommets de plus de 8 000 mètres d'altitude. Dans le domaine de l'escalade, elles sont notamment utilisées pour ouvrir les premières voies dans les grandes parois des Dolomites ou du Yosemite,. Par exemple, le grimpeur américain Warren Harding recourt de manière importante à cette technique pour ouvrir la célèbre voie The Nose. Toutefois, les américains abandonnent rapidement ce système dès le début des années 1960 devant les progrès techniques des grimpeurs et le développement d'une éthique d'ascension valorisant l'engagement.

## Controverses et problèmes

### Éthique, style et reconnaissance des ascensions
Avec le développement des techniques de progression en escalade et en alpinisme, les grimpeurs ont compris durant les années 1960 que n'importe quelle paroi pouvait être gravie en recourant à une méthode planifiée d’ascension et des moyens technologiques, dont les cordes fixes. Plusieurs voix se sont alors élevées pour proscrire l'utilisation de ces moyens, perçus comme déloyaux, lors des ascensions notables. Une nouvelle approche éthique de ces disciplines s'est alors développée, fondée sur la notion d'engagement.
Le respect d'une certaine forme d'éthique affecte aujourd'hui la reconnaissance des grandes ascensions d'un alpiniste par le reste de la communauté. Par exemple, David Lama a escaladé en libre une voie en 2012 sur le Cerro Torre après qu'on lui ait reproché d'avoir fait cette ascension en 2010 avec des cordes fixes.
Ces dernières années et devant le développement intense des expéditions commerciales himalayennes (qui recourent fortement à l'utilisation de cordes fixes), plusieurs alpinistes proposent de revenir à une éthique alpine plutôt que touristique. Pour eux, l'abandon - au moins partiel - des cordes fixes serait une étape décisive. Une telle mesure permettrait à leurs yeux de diminuer l'impact humain sur ces environnements fragiles, de redonner une véritable esthétique aux paysages ainsi qu'un vrai sens aux ascensions.

### Sécurité
Les cordes fixes sont parfois pointées du doigt par des alpinistes professionnels pour les problèmes de sécurité qu'elles génèrent. Ainsi, Adam Bielecki explique qu'avec l'usure, forte aux hautes altitudes et dans les climats de extrêmes de la haute montagne, leurs propriétés - notamment la résistance - se dégradent rapidement. Les risques de ruptures sont alors réels et ne peuvent souvent pas être parfaitement évalués par les grimpeurs et alpinistes. L'alpiniste polonais compare l'utilisation de vieilles cordes fixes avec la roulette russe.
En 2014, Paul Grobel a alerté la communauté des alpinistes himalayens quant à la mauvaise qualité des cordes fixes (cordes statiques dites « coréennes ») utilisées sur certains des sommets commerciaux himalayens. Apportant les résultats de tests réalisés par Patrick Magnier, responsable qualité chez la marque de produits de montagne Petzl, il indique que les cordes utilisées ne présentent pas des caractéristiques de sécurité élevées. La matière dans laquelle elles sont conçues, leur finesse ainsi que l'absence d'une gaine protégeant l'âme de la corde les rend vulnérables aux cisaillements sur les rochers et à la rupture en cas de facteur de chute un peu élevé. Si l'auteur reconnaît que les ruptures ont été obtenues dans des conditions de tests assez peu représentatives des conditions d'ascension himalayenne (principalement des pentes neigeuses), il indique toutefois que leur utilisation dans certaines zones rocheuses ou sur de courts ressauts (chute potentielle à la verticale, augmentant donc la force du choc) ne permet pas d'exclure un risque d'accident.

### Déchets
Sur les hauts sommets himalayens, les déchets sont un problème crucial dans la gestion du tourisme de haute altitude,. En effet, la difficulté des efforts physiques à ces altitudes , pour tous les grimpeurs, ou la technicité des approches rendent très compliquée toute opération de nettoyage. À ce titre, les cordes fixes usées représentent un volume important des déchets qui polluent certaines voies d'ascension. Par exemple, les spécialistes estiment qu'environ 4,5 kilomètres de cordes fixes encombrent l'Ama Dablam et devraient être retirés.